# Степанов, Семён Сергеевич
Степанов Семен Сергеевич (15.02.1901—10.05.1966) — советский военачальник, начальник штаба артиллерии 2-й армии, начальник штаба артиллерии 4-го Украинского фронта, генерал-майор артиллерии (10.10.1943). Участник Великой Отечественной войны.

## Биография
Семен Сергеевич Степанов родился 15 февраля 1901 года в селе Кошелево Завидовского района Калининской области.
06 января 1920 года вступил в ряды Красной Армии.
11 апреля 1940 года в звании майора указом Президиума ВС СССР награжден орденом Ленина.
С июля 1941 года участник Великой Отечественной войны на Ленинградском, Волховском, Сталинградском, Южном фронтах.
22 декабря 1942 года награжден медалью «За оборону Ленинграда».
В период наступательных действий Армии с 17 июля 1943 года по 18 августа 1943, находясь в должности заместителя командующего артиллерией 2-й гвардейской армии, проявлял себя как прекрасный организатор и руководитель по управлению массированным огнем артиллерии армии. Беспрерывно присутствовал на наблюдательном пункте и в боевых порядках артиллерии, осуществлял на местах управление по сопровождению артогнем пехоты и отражению неоднократных контратак танков и пехоты противника.
За отвагу, мужество и умение руководить массой артиллерии Семен Сергеевич Степанов 18 сентября 1943 награжден орденом Отечественной войны I степени.
В боях на рубежах Новочеркасск-Ростов в марте-апреле 1943 года в должности начальника штаба артиллерии 2-й гвардейской армии организовывал бесперебойное управление артиллерийской армейской группой в течение трехдневных боев, под огнем лично организовывал взвод тяжелых систем для стрельбы прямой наводкой, за что награжден орденом Красного Знамени.
10 октября 1943 повышен в звании до генерал-майора артиллерии.
28 декабря 1943 года награжден медалью «За оборону Сталинграда».
11 мая 1944 года награжден орденом Кутузова II степени.
19 мая 1944 года награжден орденом Богдана Хмельницкого II степени.
3 ноября 1944 года награжден орденом Красного Знамени.
9 мая 1945 года награжден медалью «За победу над Германией в Великой Отечественной войне 1941—1945 гг.»
21 мая 1945 года в должности начальника штаба артиллерии 4 Украинского фронта за подготовку и организацию наступления в Карпатах, а также за активное участие в период наступления, награжден орденом Суворова II степени.
6 ноября 1945 года награжден орденом Ленина.
15 ноября 1950 года награжден орденом Красного Знамени за выслугу лет.
В отставке с 13 октября 1955 года.
Умер 10 мая 1966 года. Похоронен на Кузьминском кладбище в г. Москва

## Награды
- Орден Ленина (11.04.1940)
- Орден Отечественной войны I степени (18.09.1943)
- Орден Кутузова II степени (11.05.1944)
- Орден Богдана Хмельницкого II степени (19.05.1944)
- Орден Красного Знамени (03.11.1944)
- Орден Суворова II степени (21.05.1945)
- Орден Ленина (06.11.1945)
- Орден Красного Знамени (15.11.1950)
- Медаль «За оборону Ленинграда» (22.12.1942)
- Медаль «За оборону Сталинграда» (28.12.1943)
- Медаль «За победу над Германией в Великой Отечественной войне 1941—1945 гг.» (09.05.1945)